# Noortje de Brouwer
Noortje de Brouwer, née le 9 mars 1999 à Goirle (Brabant-Septentrional), est une nageuse synchronisée néerlandaise. Elle concoure en duo avec sa sœur jumelle, Bregje avec qui elle remporte une médaille d'argent en duo libre lors des Mondiaux 2024.

## Carrière
De Brouwer représente les Pays-Bas aux Jeux olympiques d'été de 2020, où elle termine 9e du duo avec sa sœur Breghe. Peu après cette compétition, Noortje doit être opérée de l'épaule.
En 2023, elle termine 7e du duo technique aux Mondiaux 2023 avec 213,7799 points. C'est la première fois depuis les Jeux en 2021 que les deux sœurs performent ensemble depuis l'opération de Noortje.
Lors des Championnats du monde de natation 2024, les jumelles de Brouwer remportent la première médaille de l'histoire des Pays-Bas en natation synchronisée avec l'argent en duo libre. Elle finissent avec un score de 250,4979 points, juste derrière les Chinoises Wang Liuyi et Qianyi qui ont terminé avec 250,7729 points.

## Palmarès
| Année | Compétition           | Lieu    | Place | Épeuvre       |
| ----- | --------------------- | ------- | ----- | ------------- |
| 2020  | Jeux olympiques       | Tokyo   | 9e    | Duo           |
| 2023  | Championnats du monde | Fukuoka | 7e    | Duo technique |
| 2023  | Championnats du monde | Fukuoka | 8e    | Duo libre     |
| 2024  | Championnats du monde | Doha    | 2e    | Duo libre     |